# Rapa (geslacht)
Rapa is een geslacht van weekdieren uit de klasse van de Gastropoda (slakken).

## Soorten
- Rapa bulbiformis G. B. Sowerby II, 1870
- Rapa incurva (Dunker, 1852)
- Rapa rapa (Linnaeus, 1758)